# Fort Amsterdam (Thailand)
Das Fort Amsterdam war eine holländische Faktorei im Königreich Ayutthaya.
Fort Amsterdam wurde 1622 von der Niederländischen Ostindienkompanie eingerichtet und zum Speichern sowie An- und Verkauf von Waren genutzt. Das Fort lag nahe dem seinerzeitigen Fischerdorf Paknam an der Mündung des Flusses Mae Nam Chao Phraya (Chao-Phraya-Fluss) in den Golf von Thailand. 
Fort Amsterdam wurde 1663 wieder aufgegeben, nachdem die Geschäfte in Siam für die Niederländer unbefriedigend verlaufen waren. Um 1680 war das Fort Amsterdam einer von drei bewohnten Plätzen südlich des Fischerdorfes Bangkok. Anfang des 19. Jahrhunderts lag das Fort gemäß zeitgenössischen Reiseberichten mitten im Chao Phraya und bildete eine Gefahr für die Schifffahrt.